# Gertrude Bell
Gertrude Margaret Lowthian Bell (14 tháng 7 năm 1868 – 12 tháng 7 năm 1926) là một nhà văn người Anh, nhà du hành, quan chức chính trị, gián điệp và nhà khảo cổ mà khám phá, vẽ bản đồ và sau này có ảnh hưởng lớn trong các quyết định chính trị của Đế quốc Anh vì những kiến thức và những quen biết, nhờ du hành thường xuyên tại các khu vực Đại Syria, Lưỡng Hà, Tiểu Á, và Ả Rập. Từ năm 1917 bà đã được huân chương Đế quốc Anh. Cùng với T. E. Lawrence, Bell đã giúp đỡ để hình thành triều đại Hashemite mà bây giờ là Jordan cũng như ở Iraq.
Bà đóng một vai trò quan trọng trong việc hình thành và giúp đỡ cai quản lãnh thổ mà bây giờ là Iraq, sử dụng những cảm nhận đặc biệt từ những cuộc du hành và các quan hệ với các lãnh tụ của các bộ lạc khắp Trung Đông. Trong suốt cuộc sống, bà rất được kính nể bởi các viên chức đế quốc Anh và so với các phụ nữ vào thời đó có rất nhiều quyền lực. Bà đã được mô tả "một trong một số ít những người đại diện cho chính phủ Vương quốc Anh mà được tưởng nhớ bởi người Ả Rập một cách đầy thiện cảm".

### Thời niên thiếu và học vấn

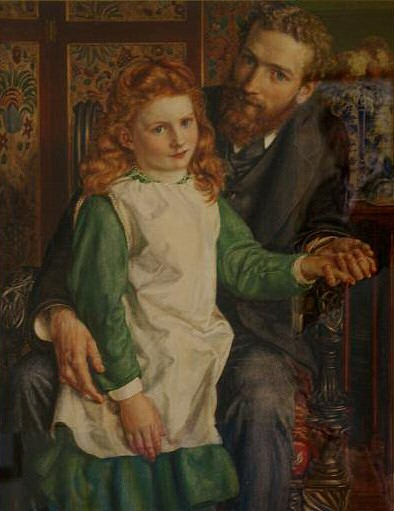
Gertrude Bell, lúc 8 tuổi, với cha, được vẽ bởi Edward Poynter, 1876

## Tiểu sử